# Selección de fútbol sub-20 de Angola
La Selección de fútbol sub-20 de Angola, conocida como la Selección juvenil de fútbol de Angola, es el equipo que representa al país en la Copa Mundial de Fútbol Sub-20 y en el Campeonato Juvenil Africano, y es controlada por la Federación Angoleña de Fútbol.

## Palmarés
- Campeonato Juvenil Africano: 1

2001

## Estadísticas

### Mundial Sub-20
- de 1977 a 1999 : No clasificó
- 2001 : Octavos de final
- de 2003 a 2023 : No clasificó

### Campeonato Juvenil Africano
- de 1979 a 1981 : No clasificó
- 1983 : Primera ronda
- 1985 : Primera ronda
- 1989 : Ronda preliminar
- de 1991 a 1997 : No clasificó
- 1999 : Fase de grupos
- 2001 :  Campeón
- 2003 : No clasificó
- 2005 : Fase de grupos
- de 2007 a 2023 : No clasificó